# Mario Torti
Mario Torti (Voghera, 16 agosto 1925 – Voghera, 18 marzo 2006) è stato un calciatore italiano, di ruolo difensore o centrocampista.

## Caratteristiche tecniche
Era un terzino destro e un centrocampista.

## Carriera
Ha esordito in massima serie nell'anomalo Campionato Alta Italia 1945-1946 con la maglia dell'Andrea Doria, per poi trasferirsi allo Spezia con cui disputa due campionati di Serie B andando a segno con buona regolarità (29 realizzazioni in 2 stagioni).
Nel 1948 viene acquistato dal Palermo, con cui disputa due campionati di massima serie, riuscendo nel primo a scendere in campo in 18 occasioni, mentre nel secondo viene reelgato fra le riserve disputando 6 incontri di campionato.
Dopo aver disputato il campionato di Serie B 1950-1951 in prestito alla Reggiana, torna a Palermo con cui ottiene le sue ultime 5 presenze in A nella stagione 1951-1952, realizzando la sua unica rete in massima serie nel successo interno sull'Udinese.
Passa quindi al Livorno in Serie C, per poi tornare fra i cadetti con il Pavia nella stagione 1953-1954.
In carriera ha totalizzato complessivamente 29 presenze ed una rete in Serie A e 102 presenze e 38 reti in Serie B.